# Vialfrè
Vialfrè (piemontiul: Vialfrèj, canavesano nyelvjárásban Jalfrèj) egy község Piemontban, Torino megyében, Olaszországban.

## Látnivalók
- S. Pietro temetői templom és harangtornya a 11. századból
- SS. Paolo e Pietro parókiatemplom

## Fordítás
- Ez a szócikk részben vagy egészben  a   Vialfrè című olasz Wikipédia-szócikk fordításán alapul.  Az eredeti cikk szerkesztőit annak laptörténete sorolja fel. Ez a jelzés csupán a megfogalmazás eredetét és a szerzői jogokat jelzi, nem szolgál a cikkben szereplő információk forrásmegjelöléseként.